# Esteban Gómez
Esteban Gómez, noto anche come Estevan Gómez e Estêvão Gomes (Porto, 1483 circa – fiume Paraguay, 1538), è stato un cartografo ed esploratore spagnolo di origini portoghesi.

## Biografia

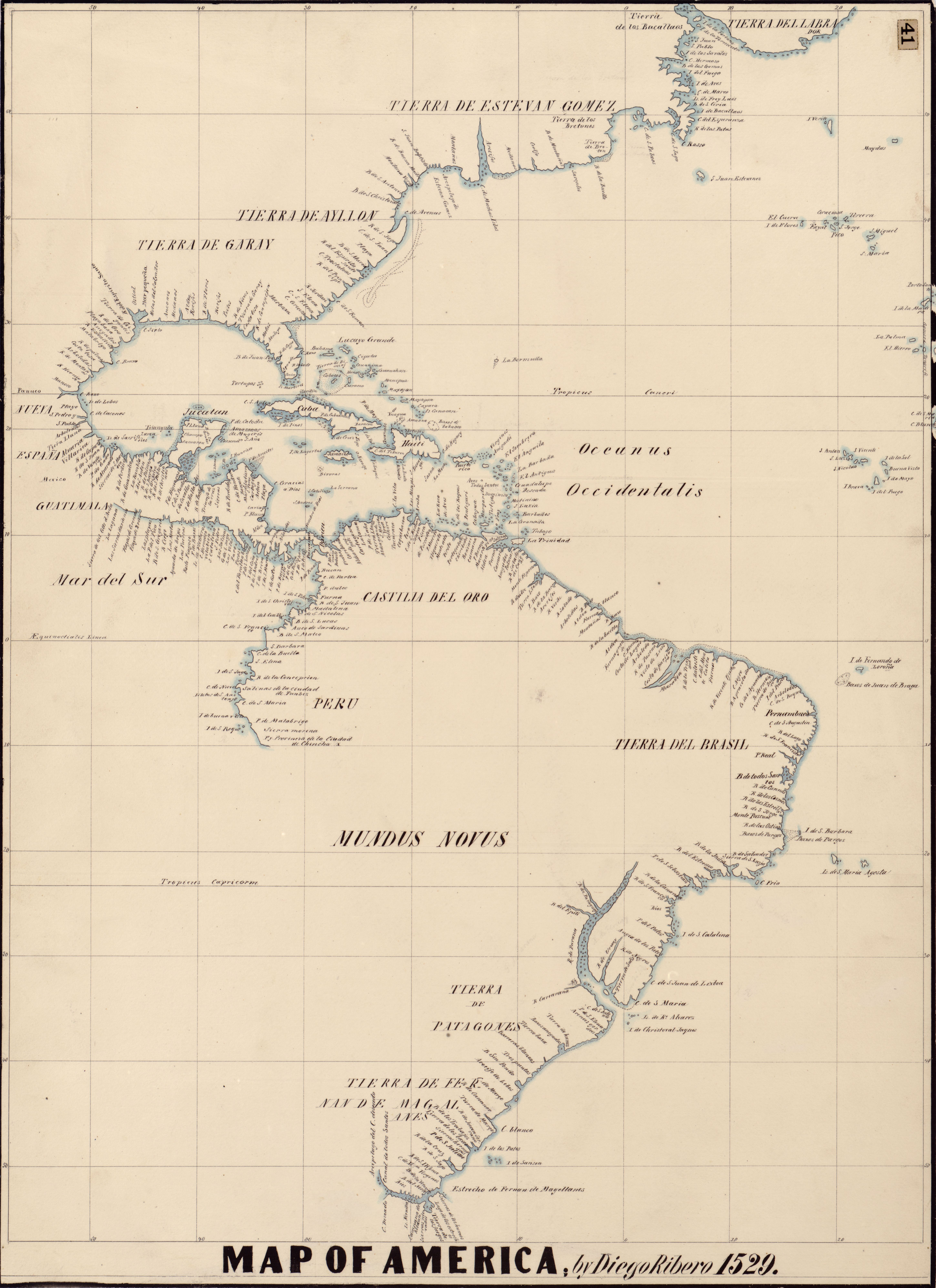
Mappa dettagliata del XIX secolo redatta da Diego Ribero (1529), in cui la parte settentrionale della costa orientale degli odierni Stati Uniti viene chiamata Tierra de Esteban Gómez

Gómez nacque a Porto, nel Portogallo settentrionale, imbarcandosi probabilmente su navi portoghesi in giovane età. Nel 1518 si trasferì in Spagna, dove fu nominato pilota nella Casa de Contratación di Siviglia.
Nel 1519 Gómez salpò con Magellano per la prima circumnavigazione della Terra, nel ruolo di capitano della San Antonio. Prima di raggiungere lo stretto di Magellano disertò la spedizione, tornando in Spagna nel maggio del 1521. Fu immediatamente imprigionato, ma quando la nave rimanente raggiunse la Spagna, ed i sopravvissuti narrarono la loro terribile esperienza, fu liberato.
Gómez riuscì a convincere Carlo V ad avallare e finanziare una nuova esplorazione che avrebbe tentato di trovare un passaggio per le Molucche, questa volta passando da nord. Una caravella da 50 tonnellate, La Anunciada, fu costruita per l'occasione.
L'esplorazione partì a settembre del 1524 da La Coruña con 29 uomini di ciurma. Raggiunse lo 
stretto di Caboto e l'isola del Capo Bretone (nell'odierna Nuova Scozia canadese) nel febbraio del 1525, passandovi l'inverno. Ripartì appena possibile, pensando probabilmente che un eventuale stretto settentrionale avrebbe presentato le stesse problematiche di quello di Magellano, e decise di muovere a sud. Oltrepassò il Maine, dove pensò che l'estuario del Penobscot potesse essere il passaggio. Entrò nel porto di New York e nel fiume Hudson (che chiamò "San Antonio"), raggiungendo infine la Florida nell'agosto del 1525, da dove decise di tornare in Spagna.
Come risultato della spedizione, la mappa mondiale redatta nel 1529 da Diego Ribero mostrava anche la costa orientale dell'America settentrionale in maniera quasi perfetta. Per molto tempo la parte settentrionale della costa orientale degli odierni Stati Uniti fu chiamata Tierra de Esteban Gómez.
Nel 1535 Gómez si unì alla spedizione di Pedro de Mendoza a Río de la Plata. Durante la spedizione fu ucciso sul fiume Paraguay dagli indiani (1538).